# Tressin
Tressin ist eine französische Gemeinde mit 1390 Einwohnern (Stand: 1. Januar 2022) im Département Nord in der Region Hauts-de-France. Sie gehört zum Kanton Templeuve-en-Pévèle im Arrondissement Lille. Die Bewohner nennen sich Tressinois und Tressinoises.

## Lage
Die Gemeinde Tressin liegt an der Marque, neun Kilometer östlich des Stadtzentrums von Lille und vier Kilometer westlich der Grenze zu Belgien. Die angrenzenden Gemeinden sind Villeneuve-d’Ascq im Westen und Norden, Willems (Berührungspunkt) im Nordosten, Chéreng im Osten und Anstaing im Süden. Die Route nationale 41 führt über Tressin. Die Gemeinde hat einen Bahnhof an der Linie von Ascq nach Orchies. Im Westen der Gemeinde befindet sich die Chemiefabrik Brabant Chimie mit angeschlossenem Tanklager.

## Bevölkerungsentwicklung
| Jahr                       | 1962 | 1968 | 1975 | 1982 | 1990 | 1999 | 2006 | 2013 | 2021 |
| Einwohner                  | 640  | 839  | 847  | 899  | 890  | 935  | 1195 | 1430 | 1395 |
| Quellen: Cassini und INSEE |      |      |      |      |      |      |      |      |      |

## Sehenswürdigkeiten
- Kirche Saint-Pierre aus dem Jahr 1874

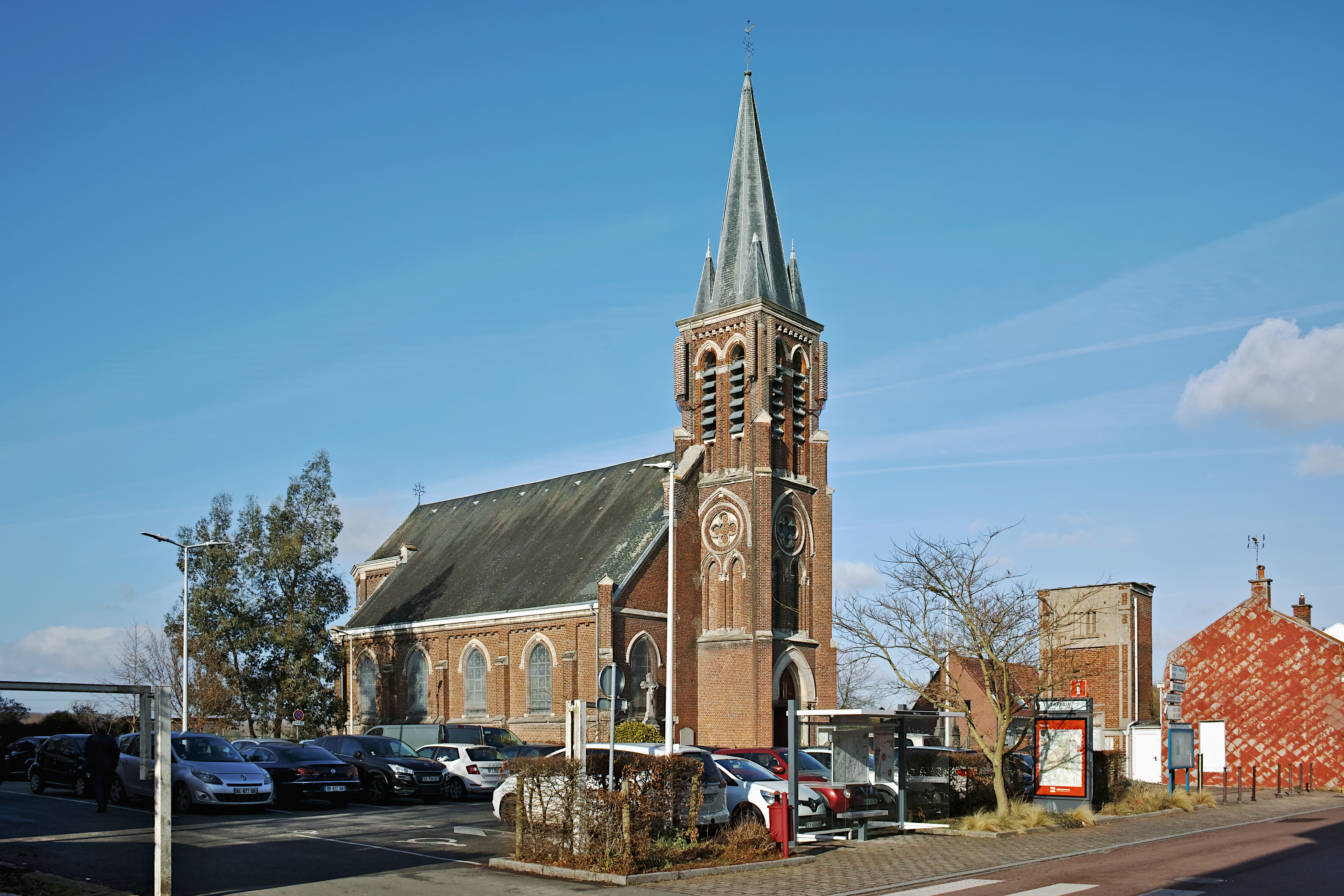
Kirche Saint-Pierre